# Estación de Pero Negro
La Estación Ferroviaria de Pero Negro, también conocida como Estación de Pero Negro, es una estación ferroviaria de la Línea del Oeste, que sirve a la localidad de Pero Negro, en el ayuntamiento de Sobral de Monte Agraço, en Portugal.

## Características

### Localización y accesos
Se encuentra junto a la travesía de la República, en la localidad de Pero Negro.

### Descripción física
En enero de 2011, tenía dos vías de circulación, con 269 y 298 metros de longitud; las plataformas tenían 93 y 112 metros de extensión, mostrado ambas 70 centímetros de altura.